# Гай Иннс-Кер, 10-й герцог Роксбург
Лейтенант Гай Дэвид Иннс-Кер, 10-й герцог Роксбург (англ. Guy Innes-Ker, 10th Duke of Roxburghe; 18 ноября 1954 — 29 августа 2019) — британский аристократ и наследственный пэр.

## Ранняя жизнь
Гай Дэвид Иннс-Кер родился 18 ноября 1954 года. Старший сын Джорджа Иннса-Кера, 9-го герцога Роксбурга (1913—1974), и его второй жены Маргарет Элизабет Макконнел (1918—1993). У герцога был младший брат, лорд Роберт Иннс-Кер (род. 1959), дважды женатый и имеющий двух детей.
Он получил образование в Итонском колледже, Колледже Магдалины в Кембридже, где он изучал земельное хозяйство, и в Королевской военной академии в Сандхерсте, где был награжден Мечом чести в 1974 году. Получил чин лейтенанта в гвардейском кавалерийском полку «Королевские и Синие».
В 1982 году он был командиром 3-го отряда эскадрона «Б», командовал 12 солдатами и участвовал в операциях в Фолклендской войне с другим отрядом из четырех легких танков FV101 Scorpion, четырех легких танков FV107 Scimitar, а также Бронированная эвакуационная машина FV106 Samson. Отряд высадился в заливе Сан-Карлос-Уотер с батальоном 40 коммандос и в течение нескольких боёв поддерживал морпехов, 3-й парашютный батальон и шотландских гвардейцев.
11 ноября 1999 года после реформы Верхней палаты парламента герцог Роксбург лишился своего наследственного места в Палате лордов.

## Карьера
Он был члено ливрейной компании «Почтенная компания торговцев рыбой» и почетным гражданином Лондонского сити.

## Пэр
26 сентября 1974 года после смерти своего отца Гай Дэвид Иннс-Кер унаследовал титул 10-го герцога Роксбурга, остальные наследственные титулы и родовые владения. Он также стал первым баронетом Шотландии и 30-м феодальным бароном Иннс.

## Личная жизнь
Герцог Роксбург был женат дважды. Его первый брак состоялся 10 сентября 1977 года с леди Джейн Мэриел Гровенор (род. 8 февраля 1953), младшей дочерью Роберта Гровенора, 5-го герцога Вестминстера (1910—1979), и Виолы Мод Литтелтон (1912—1987). У супругов было двое сыновей и дочь. Они развелись в 1990 году. Их дети:
- Леди Розана Виола Александра Иннс-Кер (род. 16 января 1979), подружка невесты на свадьбе 1986 года принца Эндрю, герцога Йоркского. Она вышла замуж за Джеймса Уолтера Гримстона, виконта Гримстона (род. 1978), старшего сына Джона Гримстона, 7-го графа Верулам (род. 1951). У них двое сыновей и дочь.
- Чарльз Роберт Джордж Иннс-Кер, 11-й герцог Роксбург (род. 18 февраля 1981)
- Лорд Эдвард «Тед» Артур Джеральд Иннс-Кер (род. 2 февраля 1984)

Леди Джейн Мэриел Гровенор вышла замуж вторично в 1996 году за Эдварда Уильяма Дауни (род. 1950). Герцог Роксбург во второй раз женился 3 сентября 1992 года на дизайнере интерьеров Вирджинии Мэри, урожденной Винн-Уильямс (род. 1965), старшей дочери Дэвида Винн-Уильямса. У них были сын и дочь:
- Леди Изабелла Мэй Иннс-Кер (род. 7 сентября 1994)[5]
- Лорд Джордж Аластер Иннс-Кер (род. 20 ноября 1996)

Герцог жил в замке Флорс, Келсо, Роксбургшир. В декабре 2009 года ему был поставлен диагноз рак пищевода и получил лечение от этого состояния в Лондоне.

## Смерть
Герцог скончался в замке Флорс 29 августа 2019 года после продолжительной болезни. Ему наследовал его старший сын Чарльз Роберт Джордж Иннс-Кер, 11-й герцог Роксбург (род. 1981).

## Титулатура
- 10-й герцог Роксбург (с 26 сентября 1974)
- 11-й баронет Иннс (с 26 сентября 1974)
- 14-й лорд Роксбург (с 26 сентября 1974)
- 5-й граф Иннс (с 26 сентября 1974)
- 10-й виконт Броксмут (с 26 сентября 1974)
- 10-й граф Келсо (с 26 сентября 1974)
- 10-й маркиз Боумонт и Кессфорд (с 26 сентября 1974)
- 14-й граф Кер из Кессфорда и Кавертауна (с 26 сентября 1974)
- 14-й граф Роксбург (с 26 сентября 1974)
- 10-й лорд Кер из Кессфорда и Кавертауна (с 26 сентября 1974).